# Майське (Джанкойський район)
Ма́йське (до 1945 року — Майфельд, крим. Mayfeld, їд. מייַ פעלד) — село в Україні, на півдні Джанкойського району Автономної Республіки Крим. Населення становить 2 264 особи. Орган місцевого самоврядування — Майська сільська рада.

## Географія
Село Майське розташоване за 20 км від Джанкоя та за 0,5 км від залізничної станції Азовська, висота центру села над рівнем моря — 18 м.

## Історія
До 1917 року територія сучасного села належала великому землевласнику Карашайському і використовувалася як пасовище.
У 1923 році переселенці, переважно євреї, з довколишніх міст Криму, Генічеська та сільських місцевостей України оселилися біля села Колай, де їм було відведено 1500 десятин землі. Поселенці заснували комуну Хаклай (на івриті — «Селянин»), у якій було 54 господарства та 289 жителів. Кожна переселенська сім'я, у залежності від кількості її членів, отримала від 18 до 36 десятин землі. Згідно зі Списком населених пунктів Кримської АРСР за Всесоюзним переписом від 17 грудня 1926 року, у селі Хаклай, Ротендорфської сільради Джанкойського району, значилося 68 дворів, з них 59 селянських, населення становило 287 осіб, з них 271 єврей, 10 росіян і 6 українців.
У 1929 році Хаклай був перейменований в Майфельд (в перекладі з їдишу — «травневе поле»). На початку 1929 року була утворена Майфельдська сільська рада.
У січні 1932 року обидва колгоспи об'єдналися в одне господарство «Майфельд», у якому значилося 63 члени та 239 їдців. Весною 1932 року всі ґрунтообробні господарства, а їх було 68, вступили до колгоспу. Постановою ВЦВК «Про реорганізацію мережі районів Кримської АРСР» від 30 жовтня 1930 року, був створений Біюк-Онларський район, як німецький національний район, до складу якого увійшло село. Після утворення у 1935 році Колайського району село, разом з сільською радою, приєднано до його складу.
12 квітня 1944 року частини 19-го танкового корпусу під командуванням генерал-лейтенанта Васильєва І.  Д.та загони 51-ї армії, переслідуючи ворога, який відступав від Джанкоя на Сеїтлер, звільнили Майфельд. Указом Президії Верховної Ради Російської РФСР від 21 серпня 1945 року Майфельд був перейменований в Майське і Майфельдська сільська рада — в Майську. На той час в селі налічувалося 65 будинків і 540 жителів.
Через деякий час населення збільшилося в наслідок переселень з ряду областей України та Росії. 1 січня 1965 року, указом Президії Верховної Ради УРСР «Про внесення змін до адміністративного районування УРСР — по Кримській області», село знову включили до складу Джанкойського району.

### Російсько-українська війна
16 серпня 2022 року, близько 06:15, в селі Майське, пролунали потужні вибухи. За офіційними даними окупантів, вибухи сталися «на території майданчика тимчасового зберігання боєприпасів однієї з військових частин». Також окупанти повідомили, що начебто внаслідок займання на майданчику зберігання боєприпасів у Джанкої «серйозно постраждалих немає, вживаються заходи щодо гасіння пожежі». У МО РФ заявили, що сталося займання на території обвалованого майданчика тимчасового зберігання боєприпасів однієї з військових частин. В результаті займання сталася детонація боєприпасів, що там зберігалися.

## Населення

### Мова
Розподіл населення за рідною мовою за даними перепису 2001 року:
| Мова                | Відсоток |
| ------------------- | -------- |
| російська           | 71,2 %   |
| українська          | 14,44 %  |
| кримськотатарська   | 14,13 %  |
| інші/не визначилися | 0,23 %   |

## Населення
Динаміка чисельності населення:
- 1939 рік — 658 осіб.
- 1989 рік — 2694 осіб.
- 2001 рік — 2264 осіб.

## Постаті
- Степанок Володимир Іванович — майор Збройних сил України, учасник російсько-української війни у 2014—2015 роках.
- Хайкін Матвій Володимирович — депутат Верховної Ради УРСР 11-го скликання.